# Piața Rabin

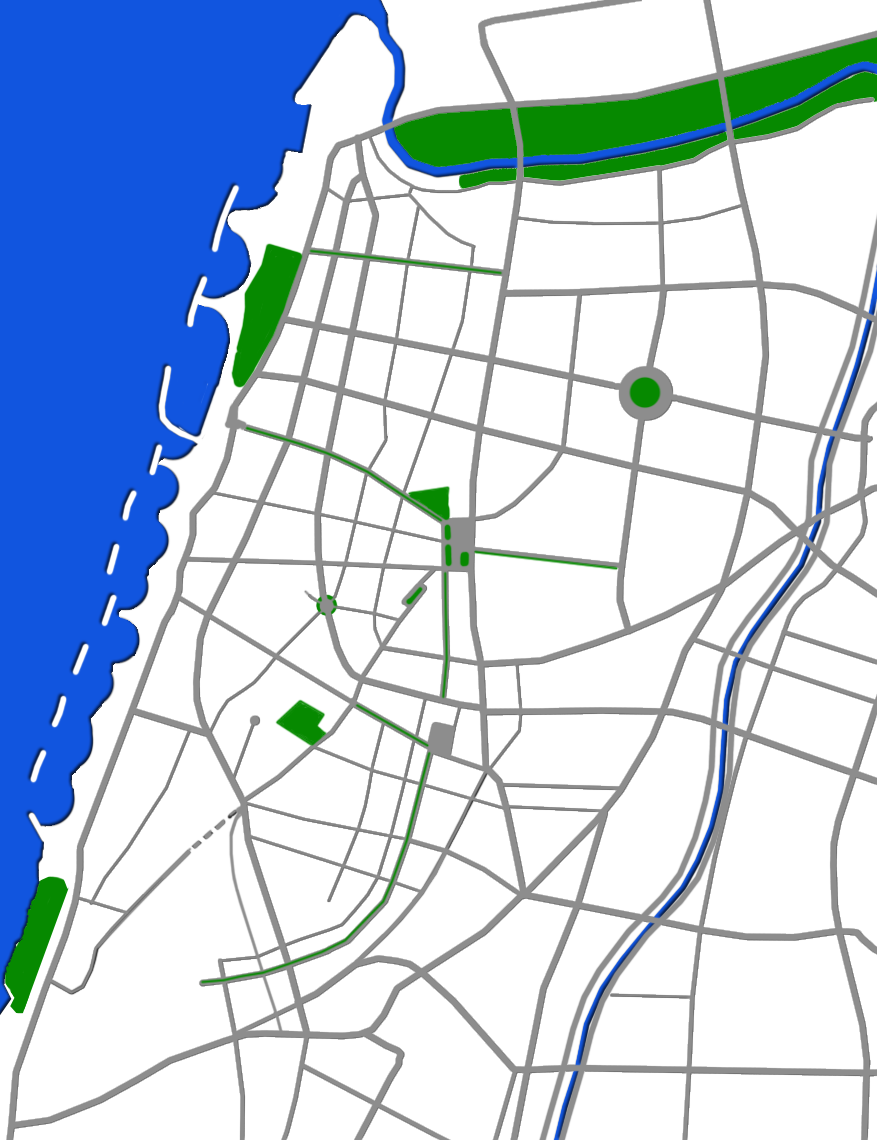
Harta unei părți din centrul Tel Avivului cu un dreptunghi în mijloc,reprezentând Piața Rabin

Piața Rabin sau pe numele întreg Piața Itzhak Rabin
(în limba ebraică:ככר רבין Kikar Rabin sau ככר יצחק רבין Kikar Itzhak Rabin) este o piață centrală din orașul Tel Aviv-Yafo din Israel, una din cele mai însemnate piețe ale orașului și ale Israelului. Ea are o formă dreptunghiulară și este dominată la nord de clădirea Primăriei Tel Avivului, fiind  limitată la est de strada Ibn Ghevirol. Până în 1995 s-a numit Piața Malkhey Israel (Piața Regilor Israelului).
Numele actual, începând din 11 noiembrie 1995, a fost dat după ce în acest loc la 4 noiembrie 1995  a fost asasinat primul ministru de atunci al Israelului, Itzhak Rabin, de către un fanatic ultranaționalist-religios la sfârșitul unui miting pentru pace. Suprafața pieții este de 1,7 hectare, și poate găzdui circa 30000 persoane. Cea mai mare parte din ea este pardosită. În partea de sud a pieții se află un monument modernist al Catastrofei și al Renașterii, creat de sculptorul Igael Tumarkin. Monumentul este în forma unei piramide întoarse din fier ruginit și sticlă, sprijinită pe vârf. Văzut de sus are forma stelei lui David. În nordul pieții în fața clădirii primăriei, se află un spațiu înălțat, care servește drept tribună pentru oratori în timpul adunărilor de masă. 
Fiind una din cele mai mari piețe ale orașului, Piața Malkhey Israel, ulterior Piața Rabin, a slujit adunărilor de masă, cu prilejul sărbătorilor de Ziua Independenței a Israelului, unor demonstrații și mitinguri politice de protest, dansurilor publice în weekend-urile de vară, și dansurilor cu sulul Torei în mână, de sărbătoarea Simhat Tora, de asemenea unor concertelor publice, evenimente gay, religioase, socialiste sau naționaliste etc. Ea a găzduit vreme de mulți ani și târguri precum Târgul Cărții Ebraice, târgul celor patru specii de plante Arbaat Haminim, binecuvântate în zilele sărbătorii de Sukot, vizitarea unor tancuri de către copii și tineret de Ziua Independenței etc Începând din noiembrie 2021 jumătate din piață a fost rezervată șantierului de construcție a liniei verzi a trenului lejer și a stației subterane a acestuia și din acest motiv adunările si evenimentele de masă au fost transferate în alte locuri din oraș.

## Istoric

### Planificarea
În timpul administrației mandatare britanice aria era acoperită de livezi. Deja în planul arhitectului britanic Geddes era prevăzută amenajarea în acest loc a unei piețe mari. În cartea lui Alter Druyanov „Tel Aviv” din 1934  este deja menționat locul actual al pieții ca Rehavat Malkhey Israel. În anii 1940 au început îndepărtarea livezilor și lucrări de construcții. În nordul zonei bazinul care servea irigării livezilor s-a transformat în cel dintâi bazin de înot municipal. El a fost distrus odată cu zidirea clădirii primăriei.
În 1947 a avut loc un prim concurs pentru planificarea urbanistică a viitoarei piețe. Arhitecții Hana Foewel, Dan Tanay si David Kissin au proiectat clădirile din jur, având la parter spații comerciale și galerii acoperite. O vreme piața a servit la parcare și la aprinderea focurilor de sărbătoarea Lag Baomer. 
După câțiva ani concursul pentru amenajarea pieții înseși a fost câștigat de arhitecții Avraham Yaski și Shimon Povsner.
Un al treilea concurs s-a centrat pe nordul pieții. El a fost câștigat de arhitectul Menahem Cohen. În 1965 ,în preajma inaugurării clădirii Primăriei, s-au efectuat piața a fost pardosită și s-a construit făntâna arteziană. În 1975 a fost adăugat Monumentul Catastrofei și al Renașterii, realizat de Tumarkin. 
În 2010 s-au efectuat lucrări de restaurare: a fost creat un bazin ecologic, cu flori de lotus și pești koi, s-a eliberat accesul la monumentul creat de Tumarkin, de pe care au fost înlăturate plăcile de plexiglas, s-a reconstruit fântâna arteziană în locul celei precedente, care blocase trecerea dintre strada Ibn Ghevirol și piață. În 2016 primăria a început pregătirile pentru construirea unei parcări subterane,  a stației subterane Rabin a trenului lejer, o reabilitare a terasei Rabin,etc

### Evenimente istorice în piață
- 7 aprilie 1977 - o mulțime de suporteri au sărbătorit câștigarea pentru prima dată de către echipa de baschet Maccabi Tel Aviv a Cupei campionilor europeni.
- 25 septembrie 1982 - „Demonstrația celor patru sute de mii”

organizată de mișcarea Shalom Akhshav (Pacea acum) ca protest contra masacrului comis de falangiștii libanezi, aliați ai Israelului, în tabăra palestiniană de la Sabra și Shatila din Liban
- 4 noiembrie 1995 - Asasinarea premierului israelian Itzhak Rabin la incheierea unui miting de sprijin pentru procesul de pace cu palestinienii. De atunci, ani de-a rândul, s-au întrunit în piață  adunări de comemorare a lui Rabin
- 12 noiembrie 1995 Numele pieții a fost schimbat în Piața Itzhak Rabin.

Multă vreme după aceea, mii de israelieni au obișnuit să se adune în piață și în preajma ei pentru a-l comemora. Copiii si tinerii care au aprins aici lumânări în memoria lui Rabin au fost cunoscuți ca „Tinerii lumânărilor” - „Noar Hanerot”.
În apropierea locului unde a fost ucis Rabin și unde se află un modest monument în amintirea lui, au fost păstrate până astăzi graffiti de doliu din acele zile. Veterani nostalgici ai social-democrației au obișnuit să cânte în acel loc cântece istorice din vremea Războiului de independență și din anii 1950-1970.

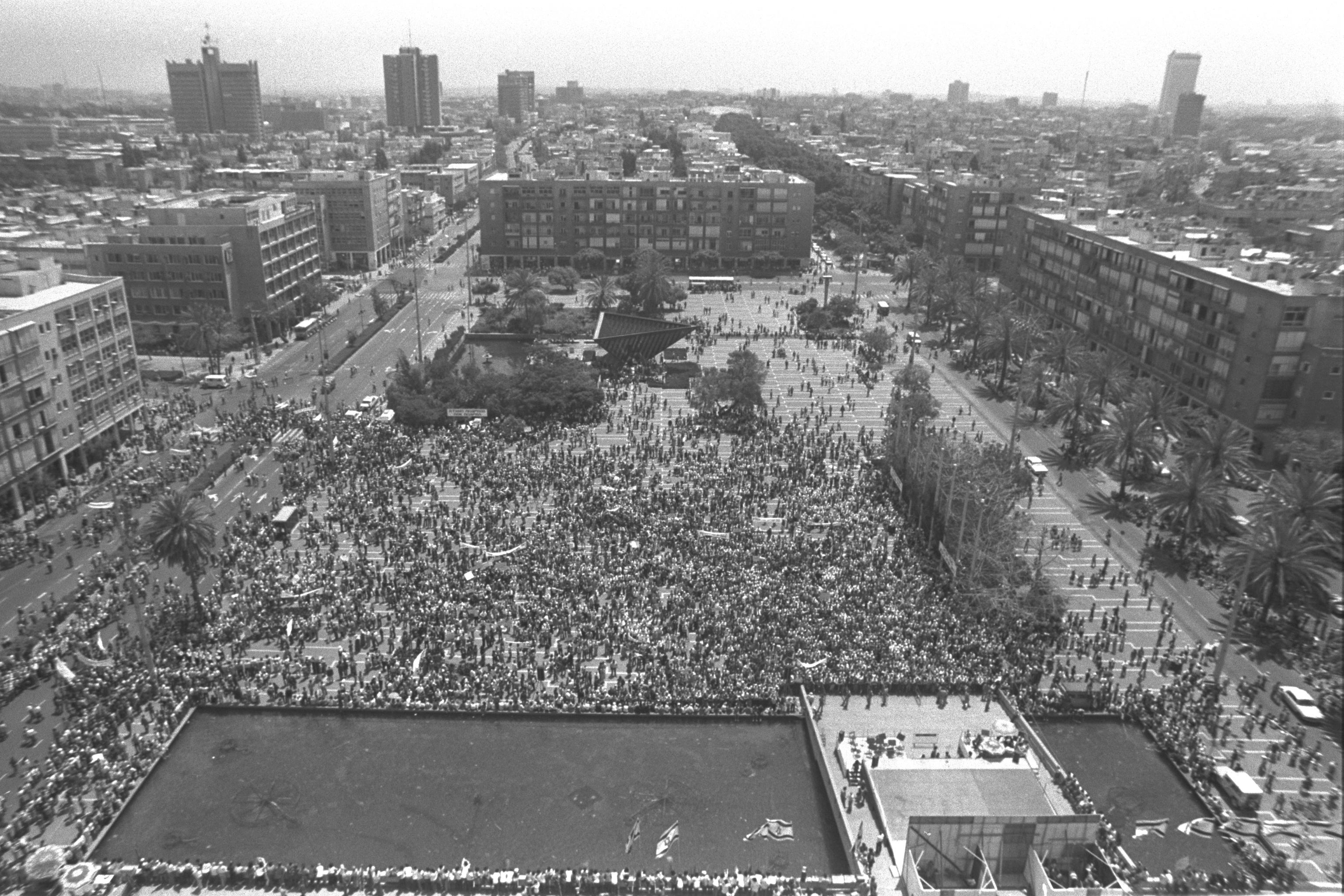
Adunare de 1 mai 1980 în Piața Malkhey Israel
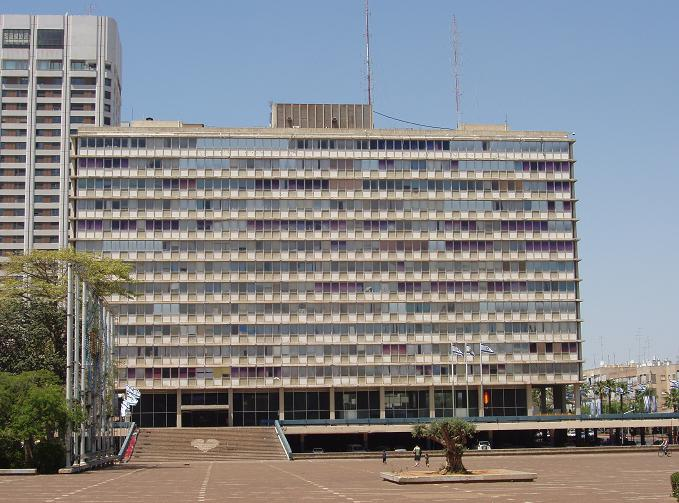
Primăria Tel Avivului
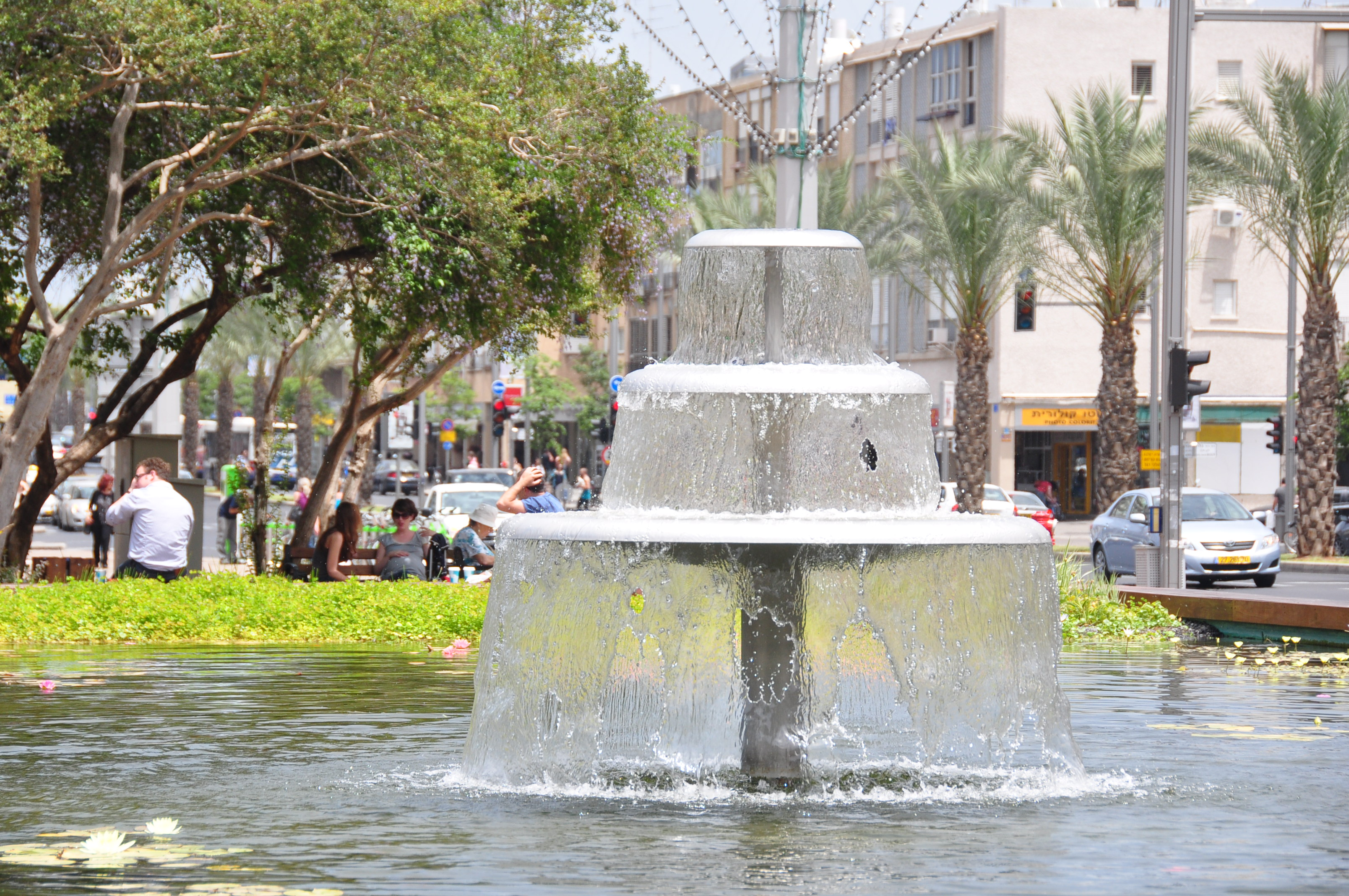
Fântâna arteziană din bazinul ecologic
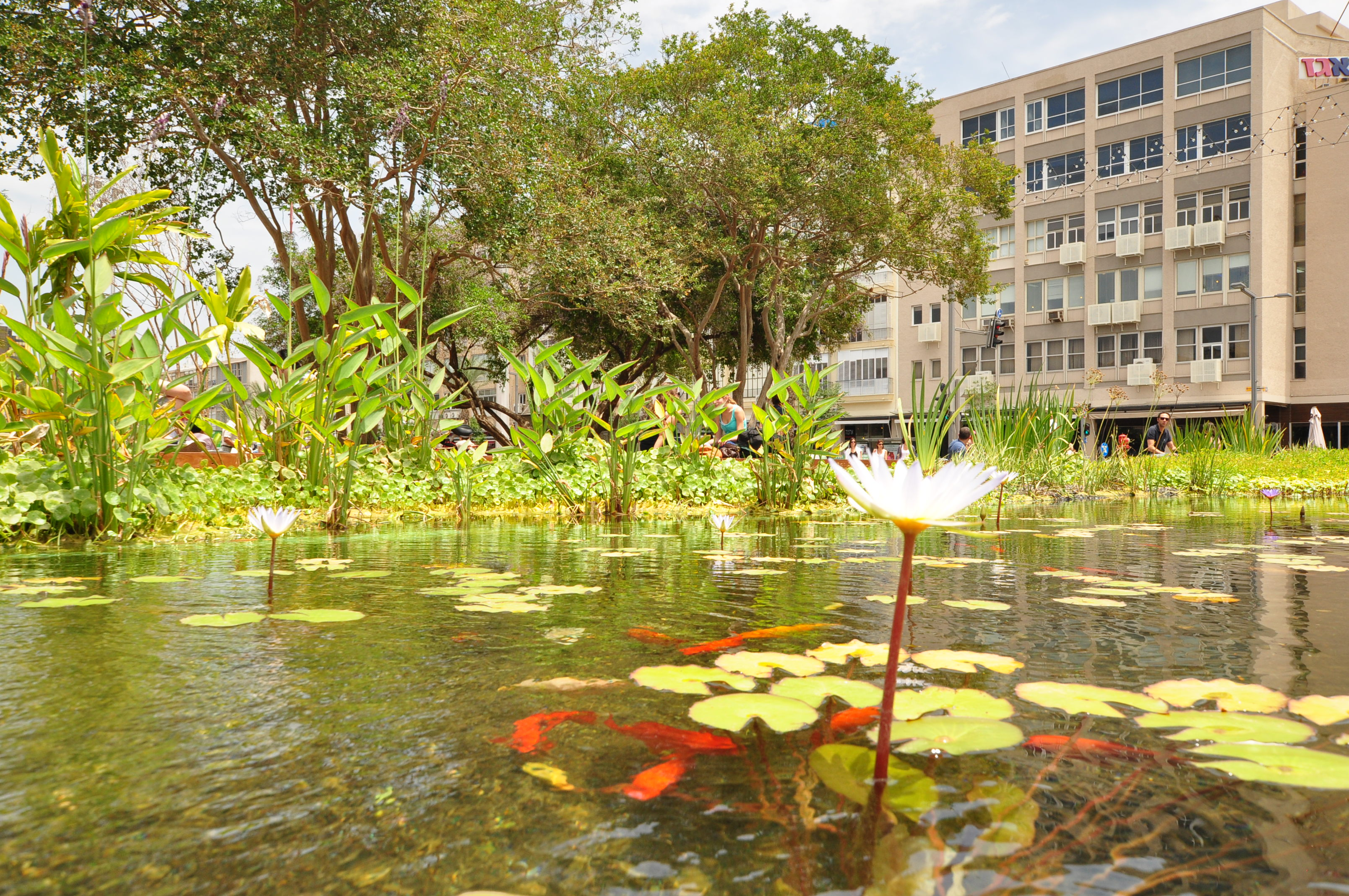
Nuferi și pești în Piața Rabin
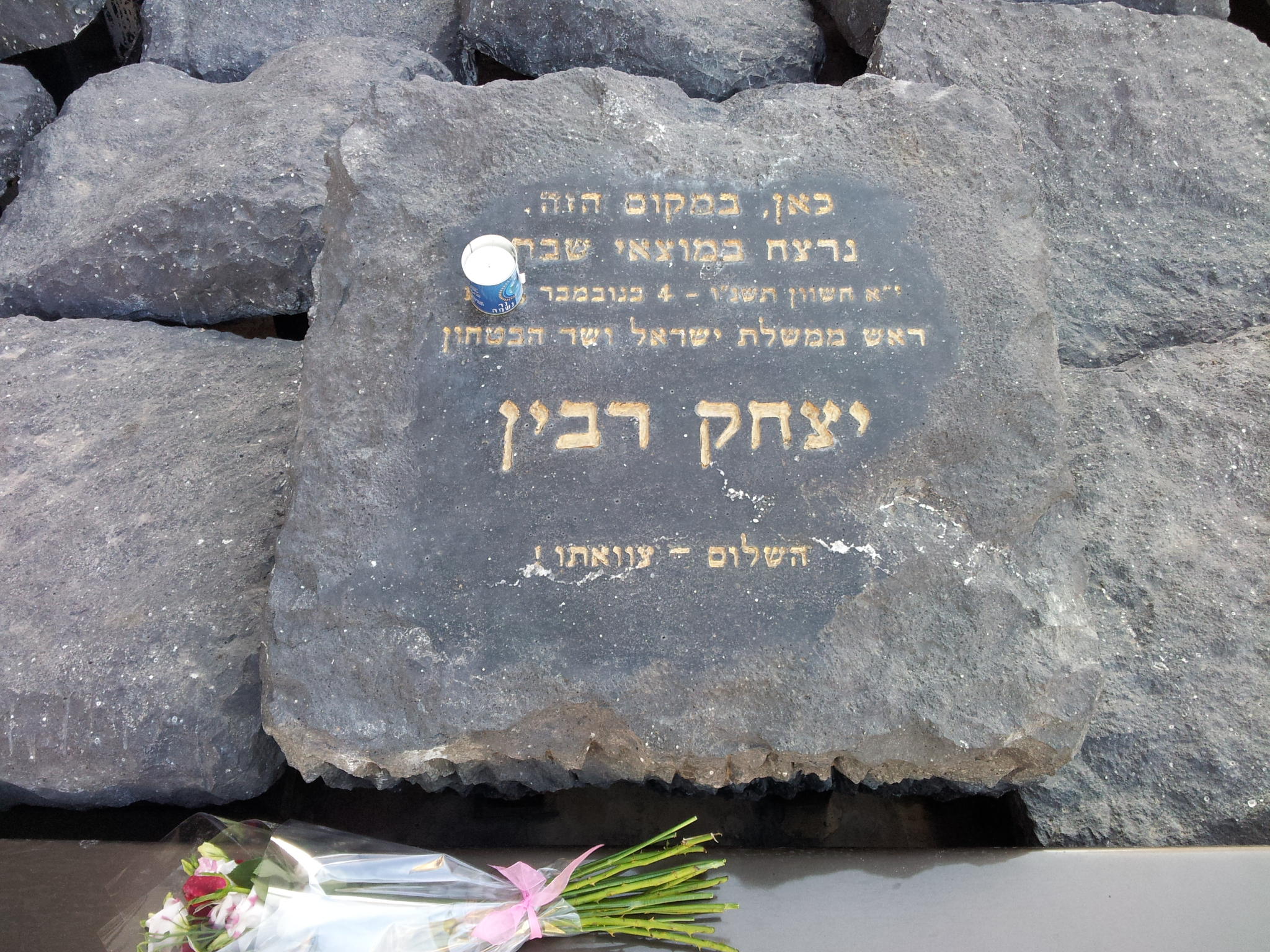
Monumentul în memoria lui Itzhak Rabin
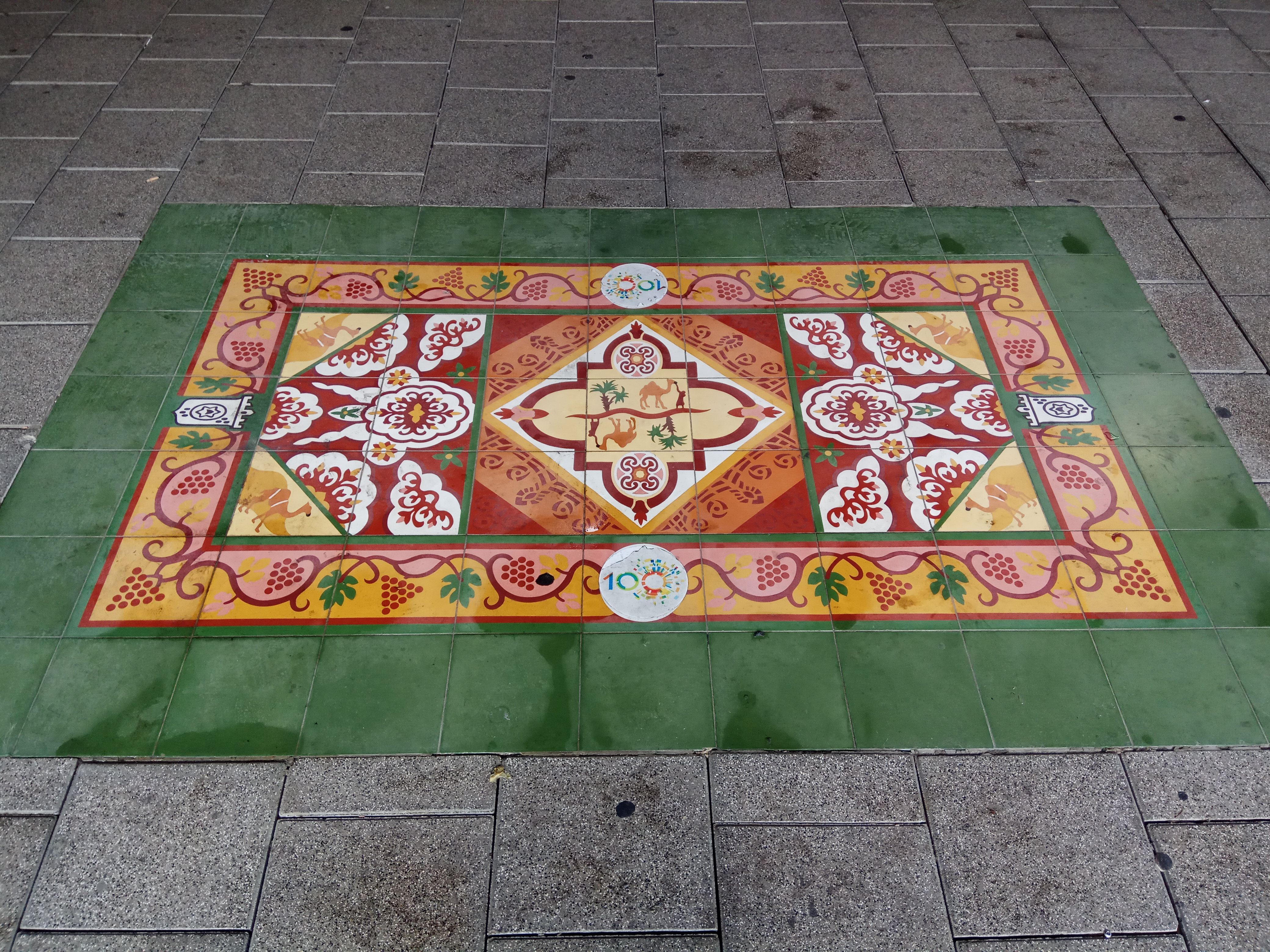
Covor de dale în miniatură, ca un covor de flori imitând dalele primelor case din Tel Aviv, cadou al primăriei Bruxelles cu ocazia centenarului orașului Tel Aviv în 2009
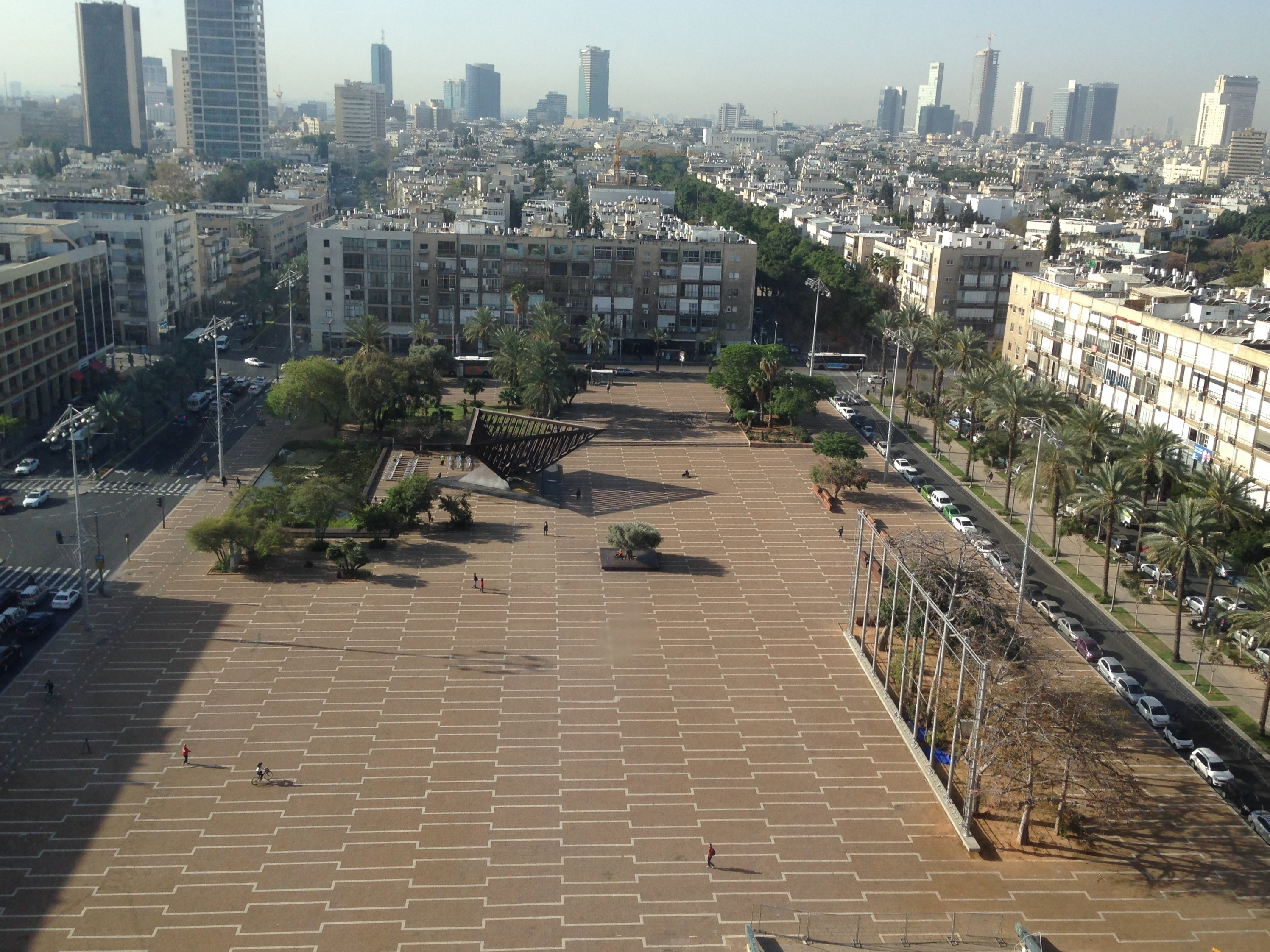
Piața Rabin văzută dinspre primărie
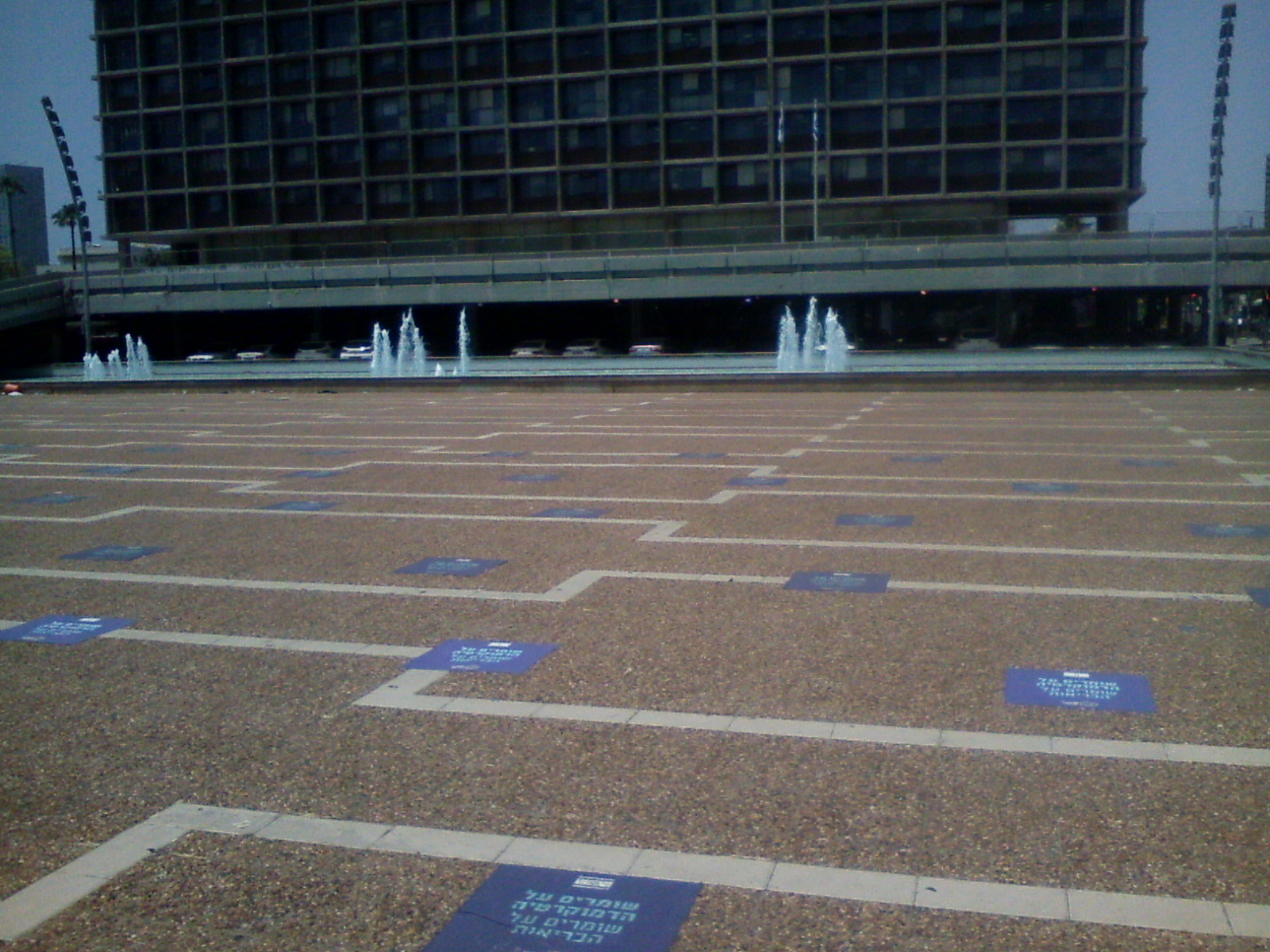
Indicații scrise pentru păstrarea distanței sociale în timpul unor demonstrații în vremea pandemiei Covid-19
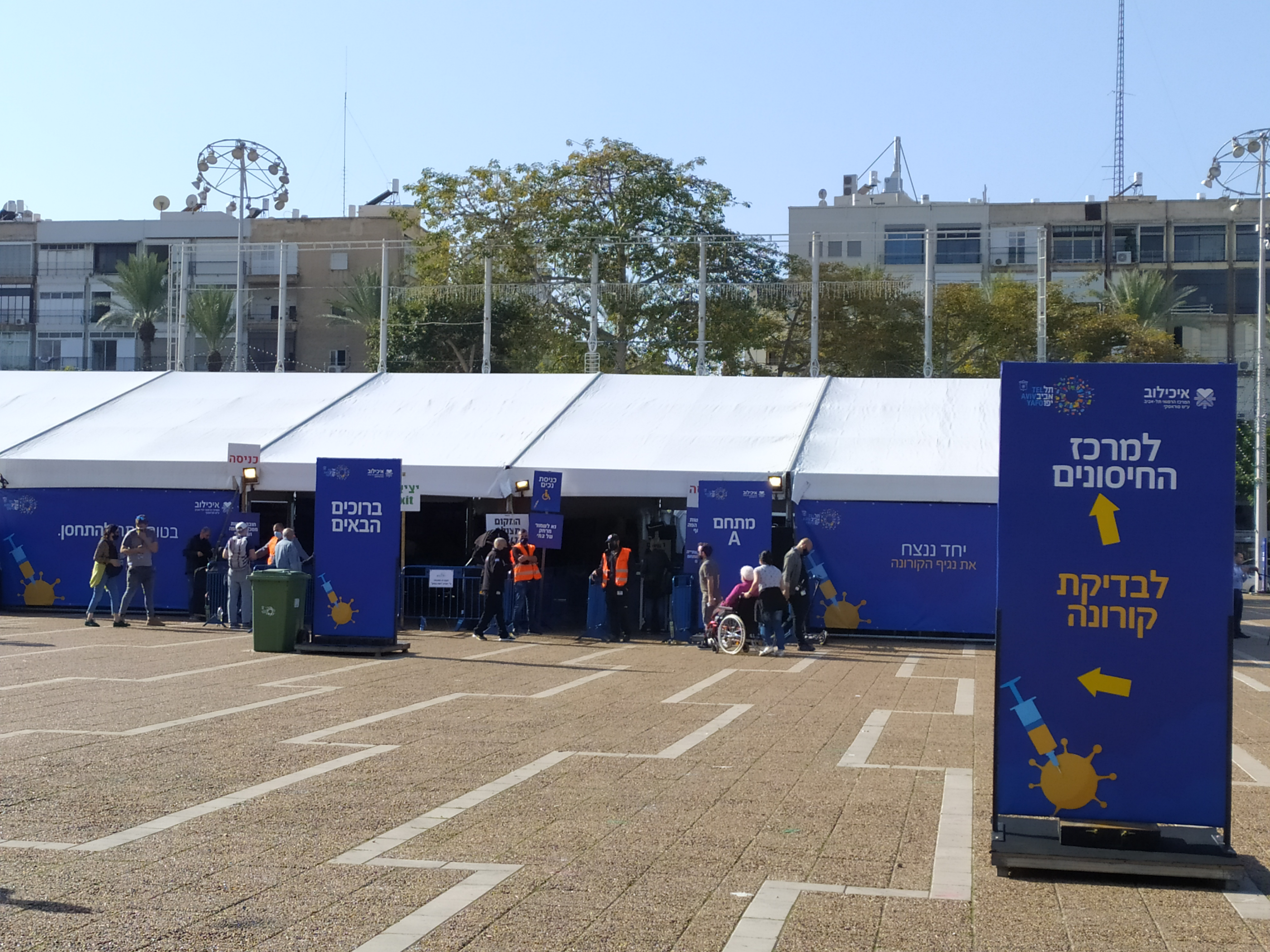
Pavilioane improvizate pentru vaccinări anticovid în ianuarie 2021

## Lectori suplimentare
- Maoz Azaryahu - Mythography of a City Syracuse University Press, 2020
- Ayelet Zamir -	Revealing Everyday Life in Rabin Square

University of California, Berkeley, 2003